# Paralelo 4 N
O paralelo 4 N é um paralelo que está 4 graus a norte do plano equatorial da Terra.
Começando no Meridiano de Greenwich e tomando a direcção leste, o paralelo 4º Norte passa sucessivamente por:
| País, território ou mar        | Notas |
| ------------------------------ | --- |
| Oceano Atlântico               | Golfo da Guiné - passa a sul de Bioko, Guiné Equatorial |
| Camarões                       | |
| República Centro-Africana      | |
| República Democrática do Congo | |
| Sudão do Sul                   | |
| Uganda                         | |
| Quênia                         | Passa no Lago Turkana |
| Etiópia                        | |
| Quênia                         | |
| Etiópia                        | |
| Somália                        | |
| Oceano Índico                  | Mar Arábico |
| Maldivas                       | |
| Oceano Índico                  | |
| Indonésia                      | Samatra |
| Estreito de Malaca             | |
| Malásia                        | |
| Mar da China Meridional        | |
| Indonésia                      | Ilha Natuna Besar |
| Mar da China Meridional        | |
| Malásia                        | Sarawak, Bornéu |
| Indonésia                      | Bornéu |
| Mar de Celebes                 | |
| Indonésia                      | Ilhas Talaud |
| Oceano Pacífico                | Passa a sul da ilha Merir, Palau · Passa a norte do atol Nukuoro, Estados Federados da Micronésia · Passa a norte do atol Tabuaeran, Kiribati · Passa a norte da ilha Malpelo, Colômbia |
| Colômbia                       | Ilha Gorgona e continente |
| Venezuela                      | |
| Brasil                         | Roraima |
| Venezuela                      | |
| Brasil                         | Roraima |
| Venezuela                      | |
| Brasil                         | Roraima |
| Guiana                         | Incluindo território reclamado pela Venezuela |
| Suriname                       | |
| França                         | Guiana Francesa |
| Brasil                         | Amapá |
| Oceano Atlântico               | Passa a sul do Cabo Palmas, Libéria |